# 长叶螺序草
长叶螺序草（学名：Spiradiclis oblanceolata）为茜草科螺序草属下的一个种。

## 扩展阅读
- 維基物種上的相關：长叶螺序草